# Eddie Murphy
Pour les articles homonymes, voir Edward Murphy, Eddie et Murphy.
Edward Murphy, dit Eddie Murphy, né le 3 avril 1961 à New York, est un acteur, humoriste, chanteur, scénariste et producteur américain. Il est découvert dans l'émission Saturday Night Live dont il est un membre régulier de 1980 à 1984. Il est largement reconnu comme l'un des plus grands comiques de tous les temps,,,. Il a reçu de nombreuses distinctions telles qu'un Golden Globe, un Grammy Award, et un Emmy Award, ainsi que des nominations aux Oscars et aux BAFTA. Il a reçu le prix Mark-Twain de l'humour américain en 2015 et le prix Cecil B. DeMille en 2023,.
Il perce d'abord comme humoriste, notamment avec son spectacle Delirious en 1983 et sa célèbre phrase « Hé man! » (en français : Eh Mec  !), avant de devenir une star de cinéma avec les films 48 Heures, Un fauteuil pour deux, et Le Flic de Beverly Hills. Il s'impose comme un acteur de premier plan avec ses rôles principaux dans Golden Child : L'Enfant sacré du Tibet (1986), Un prince à New York (1988), Les Nuits de Harlem (qu'il a également réalisé) (1989), Boomerang (1992), Le Professeur foldingue (1996), Docteur Dolittle (1997), Bowfinger, roi d'Hollywood (1999), École paternelle (2003) et Norbit (2007). Il remporte le Golden Globe du meilleur acteur dans un second rôle et est nommé à l'Oscar du meilleur acteur dans un second rôle pour son rôle dans Dreamgirls (2006).
Il se prête également au doublage, notamment avec les voix de Mushu (en) dans Mulan (1998), Thurgood Stubbs dans la sitcom Les Stubbs (1999–2001), et l'âne dans la série de films d'animation Shrek (2001-2010), cette dernière lui valant une nomination au BAFTA du meilleur acteur dans un second rôle. Il assume souvent plusieurs rôles dans un seul film, comme dans Un prince à New York, Le Professeur foldingue, Bowfinger, roi d'Hollywood et Norbit. Il s'agit d'un hommage à l'une de ses idoles, Peter Sellers. Après avoir joué dans une série de films pour enfants, il connaît un regain de carrière avec des rôles principaux dans des films tels que Le Casse de Central Park (2011), Dolemite Is My Name (2019), Un prince à New York 2 (2021), You People et Noël à Candy Cane Lane (tous deux en 2023).
En 2020, il remporte son premier Primetime Emmy Award dans la catégorie meilleur acteur invité dans une série télévisée comique pour avoir animé le Saturday Night Live. Ses films ont rapporté plus de 3,8 milliards de dollars au box-office nord-américain et plus de 6,7 milliards de dollars dans le monde. En 2015, il est le sixième acteur le plus rentable aux États-Unis,. En tant que chanteur, il a sorti trois albums studio : How Could it Be (1985), So Happy (en) (1989) et Love's Alright (en) (1993). Il est également connu pour son hit Party All the Time (en) de 1985.

## Biographie

### Jeunesse
Edward Regan Murphy nait le 3 avril 1961 à New York, dans l'arrondissement de Brooklyn. Sa mère, Lillian Murphy, est téléphoniste, tandis que son père, Charles Edward Murphy, est policier. Le jeune Eddie a trois ans lorsque le couple divorce (son père sera tragiquement tué cinq ans plus tard par sa nouvelle compagne). Il vit alors avec sa mère et son frère Charles jusqu'à l'âge de dix ans. Sa mère se remarie ensuite avec Vernon Lynch, un ancien boxeur travaillant en tant que contremaître dans une usine de crèmes glacées et ayant déjà un fils prénommé Vernon. La famille déménage à Roosevelt, Long Island, où Murphy fréquente l'école. Son goût pour l'humour se développe très tôt, et Murphy est déjà célèbre à la Roosevelt High School (Roosevelt, New York) (en) pour ses imitations et ses blagues qui faisaient rire les élèves, mais aussi les enseignants. Il comprend que son humour peut le mener loin et cherche à se produire devant un public.

### Carrière

#### Débuts dans la comédie et le stand-up (1976-1983)
Eddie Murphy développe ses propres sketches, sur des imitations de stars telles que Lionel Richie, Bill Cosby, ou Elvis Presley et se produit pour la première fois sur scène dans le centre jeunesse de son quartier en juillet 1976. Le style comique de ses débuts s'inspire de son idole Richard Pryor.
Il exécute ses numéros dans les centres de jeunesse et les bars. L'argent amassé lui permettra de s'inscrire à l'école technique supérieure du quartier Garden City de New York. Sa réputation s'établit rapidement. A l'occasion il se produit dans le club mythique des États-Unis, le Comic Strip, à New York. Les propriétaires du club sont très impressionnés par son talent et décident de prendre sa carrière en main.
En 1981, il a 20 ans et passe une série d'auditions pour participer au programme télévisé Saturday Night Live. Il convainc les producteurs du programme de son talent et participe à la saison 1981-1982. Ses apparitions sont remarquées, si bien qu'il fait partie de la distribution dès la saison suivante. À l'époque, Saturday Night Live voit ses audiences s'éroder et le budget de production est limité. Durant les trois années qui suivent, Eddie Murphy et son acolyte Joe Piscopo participent à la plupart des sketches, et le programme regagne rapidement son public, offrant ainsi à Murphy une notoriété nationale, grâce à une galerie de personnages devenus « cultes ». Il quitte l'émission en avril 1984 pour se concentrer sur sa carrière au cinéma.

#### Acteur de comédies à succès (années 1980)

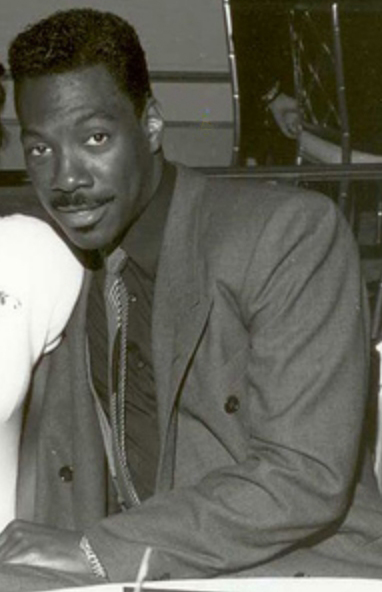
Murphy en 1988.

Eddie Murphy ne tarde pas à faire ses premiers pas au cinéma. Le réalisateur Walter Hill, cherche un acteur pour former un duo avec Nick Nolte dans son nouveau film, il auditionne Murphy qui obtient le rôle. 48 heures sort en 1982. Malgré tout, son interprétation ne séduit pas les producteurs, et il faut l'intervention du producteur Jeffrey Katzenberg (co-créateur de DreamWorks SKG avec Steven Spielberg) pour que Murphy ne soit pas renvoyé. Il reçoit des cours de comédie, par David Proval (connu pour son rôle de Richie Aprile dans Les Soprano) pendant le tournage, pour l'aider à trouver l'interprétation nécessaire.
En 1983, il partage l'affiche avec Dan Aykroyd dans Un fauteuil pour deux, marquant sa première collaboration avec John Landis (qui réalisera plus tard Un prince à New York et Le Flic de Beverly Hills 3).
En 1984 sort Le Flic de Beverly Hills, il interprète le flic Axel Foley le film devient l'un des dix plus gros succès commerciaux de tous les temps aux États-Unis. À l'origine, le rôle de Winston Zeddemore joué par Ernie Hudson dans S.O.S Fantômes avait été écrit pour Murphy, mais il préféra jouer dans Le Flic de Beverly Hills.
Il poursuit son parcours d'humoriste et développe un spectacle Delirious (1983). Son style humoristique mêle imitations et récits d'histoires plus ou moins basés sur sa vie et porte la trace de ses idoles : Richard Pryor et Bill Cosby, qu'il imite par ailleurs dans son spectacle. Ses sketches les plus célèbres figurent dans une série d'albums, avec notamment Eddie Murphy (un Live au Comic Strip) 1982 et Comedian en 1983, qui remporta le Grammy Award du meilleur album comique. Il fait même de la musique avec une série de singles entre 1985 et 1993 (voir Singles).
En 1986, il tient le premier rôle dans la comédie Golden Child - L'Enfant sacré du Tibet (The Golden Child) et reprend en 1987 son rôle d'Axel Foley dans Le Flic de Beverly Hills 2.
En 1988 il incarne un prince africain qui se rend à New York pour trouver la femme idéale dans Un prince à New York (Coming to America). Le film est un énorme succès critique et commercial.
En 1989, il fait ses débuts en tant que réalisateur et réalise un rêve en travaillant avec son idole Richard Pryor, dans Les Nuits de Harlem.

#### Années 1990

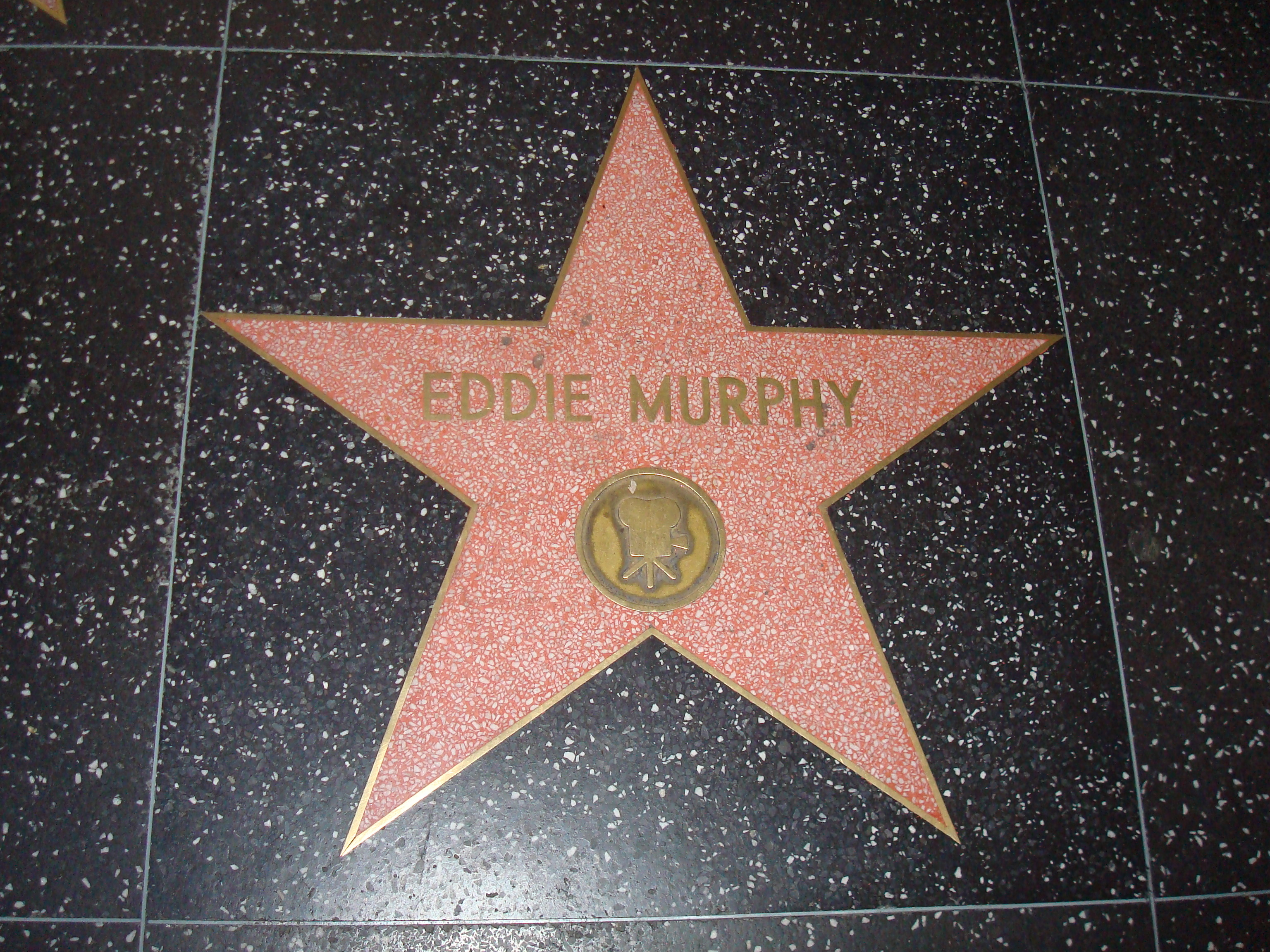
L'étoile d'Eddie Murphy sur le Walk of Fame, inaugurée le 27 juin 2000.

En 1990 ,1992, 1994 sortent, 48 heures de plus, Boomerang, et Le Flic de Beverly Hills 3.
En 1996 sort Le Professeur foldingue Il y interprète une nouvelle fois plusieurs rôles, Cette multiplication de sa personne et devenue une signature depuis Un prince à New York en 1988.
En 1998, il double le personnage de Mushu dans le film d'animation des studios Disney, Mulan. Puis il tient le rôle-titre du remake Dr. Dolittle, puis le film Mister G..
En 1999, il partage l'affiche de Perpète avec Martin Lawrence, et Bowfinger, roi d'Hollywood avec un collègue du Saturday Night Live, Steve Martin, puis il crée une série télévisée d'animation, Les Stubbs.

#### Années 2000
En 2000, il revient avec, La Famille foldingue, où il incarne de nouveau la famille Klump.
En 2001, sortent Docteur Dolittle 2 et le blockbuster des studios Dreamworks, Shrek, où il prête sa voix à l'âne un énorme succès critique et commercial.
En 2002 sort Showtime, dont il partage l'affiche avec Robert De Niro, puis la comédie de science-fiction Pluto Nash.
En 2003 sort Espion et demi, il partage l'affiche avec Owen Wilson. Puis École paternelle, et Le Manoir hanté et les 999 Fantômes.
En 2004 sort Shrek 2, puis le film Dreamgirls où il joue le rôle de James « Thunder » Early qui lui permet de décrocher le Golden Globe et le Screen Actors Guild Award du meilleur second rôle masculin, mais aussi sa première nomination aux Oscars de 2007 dans la même catégorie.
En 2007 sortent Norbit et Shrek le troisième.
En 2008 et 2009 sortent Appelez-moi Dave et Dans ses rêves.

#### Années 2010
En 2010, il reprend le rôle de l'âne dans Shrek 4.
En 2011, Eddie Murphy partage l'affiche de la comédie Le Casse de Central Park avec Ben Stiller.
En 2012 sort Mille mots.
En 2016, sort Mr. Church.
En 2019, sort Dolemite Is My Name pour Netflix, réalisé par Craig Brewer.

#### Retour à ses franchises à succès (années 2020)
En 2021, il retrouve le réalisateur Craig Brewer pour Un prince à New York 2.
Il fait son retour dans son rôle emblématique d'Axel Foley dans Le Flic de Beverly Hills : Axel F.
Son retour est annoncé dans Shrek 5.
Le 6 Août 2025, il est à l’affiche de la comédie The Pickup, ayant pour co-vedettes Eva Longoria, Pete Davidson et Keke Palmer.

### Vie privée
Lors des NAACP Image Awards en décembre 1988, Eddie Murphy rencontre Nicole Mitchell qu'il épouse le 18 mars 1993 à l’Église baptiste abyssinienne de New York. Cinq enfants naissent de leur union : Briana Liana Murphy, née le 18 novembre 1989, Myles Mitchell Murphy, né le 7 novembre 1992, Shayne Audra Murphy, née le 10 octobre 1994, Zola Ivy Murphy, née le 24 décembre 1999, et Bella Zahra Murphy, née le 29 janvier 2002. En août 2005, au bout de seize ans de vie commune dont douze de mariage, ils décident de divorcer, au motif de « différends irréconciliables ». Leur divorce est prononcé en avril 2006.
Il a deux autres enfants avec deux autres femmes : Eric Murphy, né le 10 juillet 1989, avec Paulette McNeely, et Christian Murphy, né le 29 novembre 1990, avec Tamara Hood.
Peu après son divorce en 2006, il fréquente brièvement l'ex-chanteuse des Spice Girls, Melanie Brown. Le 3 avril 2007, lors du 46e anniversaire d'Eddie Murphy, Melanie Brown donne naissance à une fille, Angel Iris Murphy Brown. En juin 2007, il a été confirmé qu'Eddie Murphy est le père biologique d'Angel à la suite d'un test ADN,.
En 2007, il commence à fréquenter la productrice de cinéma, Tracey Edmonds (en). Ils se marient le 1er janvier 2008, mais se séparent seize jours plus tard.
Depuis 2012, il est le compagnon de la mannequin australienne Paige Butcher. Ils ont une fille, Izzy Oona Murphy (née le 3 mai 2016). Le 30 novembre 2018 naît Max Charles, le dixième enfant d'Eddie Murphy. En septembre 2018, ils se sont fiancés. En juillet 2024, ils se sont mariés lors d'une cérémonie privée à Anguilla.

## Affaires judiciaires
Le 2 mai 1997, Il a été arrêté par la police à West Hollywood, en Californie, à 4 h 45 du matin avec Shalimar Seiuli (en), une prostituée transgenre, dans sa voiture,. Son publiciste, Paul Block, a nié que Murphy avait eu l'intention de payer Seiuli pour du sexe, affirmant que Murphy ne faisait que la raccompagner chez elle. Murphy n'a été accusé d'aucun crime, mais l'incident lui a causé un certain nombre de problèmes de relations publiques,.

## Discographie

### Albums
- Eddie Murphy (1983) (sketches)
- Comedian (1983) (sketches)
- How Could it Be (1985) (musique)
- So Happy (1987) (musique)
- Love's Alright (1993) (musique)

### Singles
- Boogie In Your Butt/No More Tears (Columbia, 1983) (sketches/musique)
- Party All The Time (featuring Rick James) (Columbia, 1985) (musique)
- How Could It Be (featuring Crystal Blake) (Columbia, 1985) (musique)
- Put Your Mouth On Me (Columbia, 1989) (musique)
- Til The Money's Gone (Columbia, 1989) (musique)
- I Was a King (Motown, 1993) (musique)
- Whatzupwitu (duo avec Michael Jackson) (Motown, 1993) (musique)
- Desdemona (Motown, 1993) (musique)
- Red Light (Feat. Snoop Lion) (VP Records, 2013) (musique)
- Oh Jah Jah (VP Records, 2015)

## Filmographie

### Longs métrages
- 1982 : 48 Heures (48 Hrs.) de Walter Hill : Reggie Hammond
- 1983 : Un fauteuil pour deux (Trading Places) de John Landis : Billy Ray Valentine
- 1984 : Une défense canon (Best Defense) de Willard Huyck : le lieutenant T.M. Landry
- 1984 : Le Flic de Beverly Hills (Beverly Hills Cop) de Martin Brest : Axel Foley
- 1986 : Golden Child : L'Enfant sacré du Tibet (The Golden Child) de Michael Ritchie : Chandler Jarrell
- 1987 : Le Flic de Beverly Hills 2 (Beverly Hills Cop II) de Tony Scott : Axel Foley
- 1988 : Un prince à New York (Coming to America) de John Landis : le prince Akeem / Clarence / Randy Watson / Saul
- 1989 : Les Nuits de Harlem (Harlem Nights) de lui-même : Quick
- 1990 : 48 Heures de plus (Another 48 Hrs.) de Walter Hill : Reggie Hammond
- 1992 : Boomerang de Reginald Hudlin : Marcus Graham
- 1992 : Monsieur le député (The Distinguished Gentleman) de Jonathan Lynn : Thomas Jefferson
- 1994 : Le Flic de Beverly Hills 3 (Beverly Hills Cop III) de John Landis : Axel Foley
- 1995 : Un vampire à Brooklyn (Vampire in Brooklyn) de Wes Craven : Maximilian / Guido / Pauly
- 1996 : Le Professeur foldingue (The Nutty Professor) de Tom Shadyac : Pr Sherman Klump / Buddy Love / Lance Perkins / Cletus "Papa" Klump / Anna Pearl "Mama" Jensen Klump / Ida Mae "Granny" Jensen / Ernie Klump Sr.
- 1997 : Le Flic de San Francisco (Metro) de Thomas Carter : Scott Roper
- 1998 : Docteur Dolittle (Doctor Dolittle) de Betty Thomas : Dr John Dolittle
- 1998 : Mister G. (Holy Man) de Stephen Herek : Mister G.
- 1999 : Perpète (Life) de Ted Demme : Rayford Gibson
- 1999 : Bowfinger, roi d'Hollywood (Bowfinger) de Frank Oz : Kit Ramsey / Jeffernson "Jiff" Ramsey
- 2000 : La Famille foldingue (Nutty Professor II: The Klumps) de Peter Segal : le professeur Sherman Klump / Buddy Love / Lance Perkins / Cletus "Papa" Klump / Cletus jeune / Anna Pearl "Mama" Jensen Klump / Ida Mae "Granny" Jensen / Ernie Klump Sr.
- 2001 : Docteur Dolittle 2 (Doctor Dolittle 2) de Steve Carr : Dr John Dolittle
- 2002 : Showtime de Tom Dey : Trey Sellars
- 2002 : Pluto Nash (The Adventures of Pluto Nash) de Ron Underwood : Pluto Nash / Rex Crater
- 2003 : Espion et demi (I Spy) de Betty Thomas : Kelly "Rob" Robinson
- 2003 : École paternelle (Daddy Day Care) de Steve Carr : Charlie Hinton
- 2003 : Le Manoir hanté et les 999 Fantômes (The Haunted Mansion) de Rob Minkoff : Jim Evers
- 2006 : Dreamgirls de Bill Condon : James "Thunder" Early
- 2007 : Norbit de Brian Robbins : Norbit Rice / Rasputia Latimore-Rice / M. Wong
- 2008 : Appelez-moi Dave (Meet Dave) de Brian Robbins : Dave Ming Cheng / le capitaine
- 2009 : Dans ses rêves (Imagine That) de Karey Kirkpatrick : Evan Danielson
- 2011 : Le Casse de Central Park (Tower Heist) de Brett Ratner : Slide
- 2012 : Mille mots (A Thousand Words) de Brian Robbins : Jack McCall
- 2016 : Mr. Church de Bruce Beresford : Henry Joseph Church
- 2019 : Dolemite Is My Name de Craig Brewer : Rudy Ray Moore
- 2021 : Un prince à New York 2 (Coming 2 America) de Craig Brewer : le prince Akeem Joffer / Randy Watson / Claurence / Saul
- 2023 : You People de Kenya Barris : Akbar
- 2023 : Noël à Candy Cane Lane (Candy Cane Lane) de Reginald Hudlin : Chris Carver
- 2024 : Le Flic de Beverly Hills : Axel F. (Beverly Hills Cop: Axel F) de Mark Molloy : Axel Foley
- 2025 : The Pickup de Tim Story : Russell (également producteur)

### Films d'animation
- 1998 : Mulan de Tony Bancroft et Barry Cook : Mushu
- 2001 : Shrek d'Andrew Adamson et Vicky Jenson : l'Âne
- 2004 : Shrek 2 de Andrew Adamson, Kelly Asbury et Conrad Vernon : l'Âne
- 2007 : Shrek le troisième de Chris Miller et Raman Hui : l'Âne
- 2007 : Joyeux Noël Shrek ! de Gary Trousdale : l'Âne
- 2010 : Shrek 4 : Il était une fin de Mike Mitchell : l'Âne
- Prochainement : Shrek 5 : l'Âne

### Séries télévisées
- 1980-1983 : Saturday Night Live : divers rôles
- 1993 : Dangerous-The Short Films : le Pharaon
- 1999-2003 : Les Stubbs
- 2013 : Beverly Hills Cop de Barry Sonnenfeld : Axel Foley (téléfilm sorti en ligne en 2022)

### Clip
- 1991 : Remember the Time de Michael Jackson

## Voix francophones
En France, Med Hondo a été la voix française régulière d'Eddie Murphy de 1982 à 2011. Il a été doublé à trois reprises par Serge Faliu et Lionel Henry. À titre exceptionnel, c'est José Garcia qui le double dans le film d'animation Mulan. Eddie Murphy est également doublé par Jean-Michel Vovk dans Mr. Church, l'adaptation française ayant été effectuée en Belgique.
Depuis 2021, Christophe Peyroux a été désigné par Eddie Murphy en personne pour être sa nouvelle voix française. Il a donc été choisi pour assurer le doublage français du film Un prince à New York 2, succédant ainsi à Med Hondo.
Au Québec, François L'Écuyer est la voix régulière d'Eddie Murphy depuis 1997. Il a été également doublé par Jacques Lavallée dans Un monsieur distingué (Monsieur le député) tandis que c'est Anthony Kavanagh qui lui prête sa voix dans Mulan.
- Med Hondo : les sagas 48 heures, Le Flic de Beverly Hills (jusqu'au 3ème), Le Professeur Foldingue, Dr. Dolittle et Shrek, Un prince à New York, Boomerang, etc.
- Christophe Peyroux : Un prince à New York 2, You People, Noël à Candy Cane Lane et Le Flic de Beverly Hill : Axel F.
- Serge Faliu : Le Flic de San Francisco, Le Noël Shrektaculaire de l'Âne et Dolemite Is My Name
- Lionel Henry : Espion et demi, École paternelle et Mille mots
- Eddie Murphy est un acteur, comédien et producteur américain très respecté, connu pour son immense talent comique et sa polyvalence. Voici quelques points clés sur sa carrière et son impact:

## Caractéristiques
(avril 2025).
- Si vous ne connaissez pas le sujet, laissez ce bandeau (vous pouvez alors contacter les auteurs).
- Si vous supprimez le contenu mis en cause (vous pouvez préalablement contacter les auteurs),

argumentez précisément cette suppression dans la page de discussion
(un manque de référence n'est pas un argument ; une recherche réelle de référence doit avoir été effectuée, être formellement documentée).
 (avril 2025).
Si vous disposez d'ouvrages ou d'articles de référence ou si vous connaissez des sites web de qualité traitant du thème abordé ici, merci de compléter l'article en donnant les références utiles à sa vérifiabilité et en les liant à la section « Notes et références ».

### 1. Talent comique exceptionnel[non neutre]
Eddie Murphy a commencé sa carrière dans l’improvisation et le stand-up, se produisant dans des spectacles comme Saturday Night Live. Son humour audacieux et son charisme ont rapidement conquis un large public[non neutre].

### 2. Succès au cinéma
Il a connu un succès considérable dans des films emblématiques[non neutre] tels que Le Flic de Beverly Hills, Coming to America et The Nutty Professor. Sa capacité à jouer plusieurs rôles dans un même film, comme dans The Nutty Professor, témoigne de son talent d’acteur[non neutre].

### 3. Influence durable
Murphy a ouvert la voie à de nombreux comédiens afro-américains et a contribué à diversifier la représentation à Hollywood. Son style a inspiré de nombreux artistes et continue de le faire[non neutre].

### 4. Renaissance récente
Après une période d’absence notoire du grand écran, il a fait un retour triomphant[non neutre] avec des films comme Dolemite Is My Name et une suite tant attendue[non neutre], Coming 2 America, ce qui montre sa capacité à évoluer avec le temps[non neutre].

### 5. Impact culturel
En plus de sa carrière d’acteur, Murphy a influencé la culture populaire, intégrant des éléments de son expérience personnelle et des thèmes universels dans son travail, ce qui lui a permis de toucher un large éventail de spectateurs[non neutre].
En somme, Eddie Murphy est une figure emblématique[non neutre] du cinéma américain, alliant humour, talent et une influence culturelle significative. Sa carrière continue d’évoluer et de captiver de nouvelles générations.